# Ларсен, Биргер (режиссёр)
Би́ргер Ла́рсен (дат. Birger Larsen; 22 декабря 1961 — 26 октабря 2016) — датский кинорежиссёр, сценарист, продюсер, актёр и монтажёр.

## Биография
Ещё 15-летним подростком снялся в фильме датского классика Сёрена Краг-Якобсена «Хочешь увидеть мой прекрасный пупок?». Спустя время решил связать свою судьбу с кинематографом. Первый же фильм «Пусть танцуют белые медведи», получивший ряд международных призов, был высоко оценён и критиками и зрителями. Как правило в центре сюжетов своих картин он выбирает мир подростков. Сценарист большинства своих фильмов.

## Избранная фильмография

### Режиссёр
- 1990 — Пусть танцуют белые медведи / Lad isbjørnene danse
- 1990 —  / Piger er en plage!
- 1992 — Большая медведица / Karlsvognen
- 1997 — 1999 — Такса / Taxa (ТВ, сериал)
- 1997 — Любовники? / Skal vi være kærester? (к/м)
- 2002 — Пятая женщина / Den 5:e kvinnan (ТВ, мини-сериал)
- 2002 — 2003 — Николай и Юлия / Nikolaj og Julie (ТВ, сериал)
- 2005 —  / Steget efter
- 2007 — 2012 — Убийство / Forbrydelsen (ТВ, сериал)
- 2009 — Супербрат / Superbror
- 2011 — Тот, кто убивает / Den som dræber (ТВ, сериал)
- 2011 — Тот, кто убивает – Тень прошлого / Den som dræber - Fortidens skygge
- 2012 — Убийство: Совместное деяние / Murder: Joint Enterprise (ТВ)
- 2013 — Преступления страсти / Mördaren ljuger inte ensam

## Признание
- 1991 — премия «Бодиль» за лучший датский фильм («Пусть танцуют белые медведи»)
- 1998 — номинация на «Оскар» за лучший игровой короткометражный фильм («Любовники?»)